# 뉴스 845 오키나와
뉴스 845 오키나와(ニュース845沖縄)은 NHK 오키나와 방송국에서 제작되어 방영되고 있는 저녁 뉴스 프로그램이다.

## 뉴스 소개 및 시간
매주 월 ~ 금 저녁 8시 45분부터 15분간 방송되는 이 프로그램은 오늘 하루 동안 있었던 오키나와현 지역의 소식을 전해주는 역할을 한다.